# Ewald Aufermann
Ewald Aufermann (* 24. Dezember 1892 in Frankfurt am Main; † 6. Oktober 1958 in Saarbrücken) war ordentlicher Professor für Betriebswirtschaftslehre an der Universität des Saarlandes.

## Leben
1918 wurde er Diplom-Handelslehrer und zwei Jahre später promovierte er. 1931 wurde er Lehrbeauftragter an der Wirtschaftshochschule Mannheim. In der Zeit des Nationalsozialismus wurde Aufermann Mitglied der SA, er beantragte am 1. Oktober 1940 die Aufnahme in die NSDAP und wurde zum 1. Januar 1941 aufgenommen (Mitgliedsnummer 8.212.737). Seine Habilitation erfolgte 1941, drei Jahre später wurde er Honorarprofessor in Frankfurt am Main. 1948 erhielt er einen Ruf an den Lehrstuhl für Betriebswirtschaftslehre an der juristischen Fakultät der Universität des Saarlandes.

## Schriften
- Die französische Steuerbilanz, Berlin 1929
- Die Reserven in der Steuerbilanz, Berlin 1933
- Grundzüge betriebswirtschaftlicher Steuerlehre, Berlin 1941
- Die steuerliche Buchführung der Betriebe, Frankfurt am Main 1947